# Jehiel de París
Jehiel ben Joseph de París (Jehiel de París, Yechiel de París o Jequiel de París) fue un importante erudito talmúdico y tosafista del norte de Francia, suegro de Isaac de Corbeil. Fue discípulo del rabino Judah Messer Leon, y llegó a encabezar en 1225 la Yeshivá de París, que entonces se jactaba de tener unos 300 estudiantes. Su discípulo más conocido fue Meir de Rothenburg. Fue autor de muchos Tosafot. 
Jehiel de París es sobre todo conocido por ser el defensor principal del judaísmo en la Discusión de París del 12 de junio de 1240, llevada a cabo en la corte de Luis IX, donde, junto con otros eminentes rabinos (Moisés de Coucy, Judah de Melun, y Samuel ben Solomon de Château-Thierry), debatió contra el converso Nicholas Donin, que había denunciado el Talmud por blasfemo desde el punto de vista cristiano. A pesar de su defensa del texto, la comisión real dictaminó que debían quemarse en público todos los manuscritos del Talmud que se pudieran reunir. El viernes 17 de junio de 1244, se quemaron veinticuatro carros cargados de libros y escrituras hebraicas.
En 1260 Jehiel emigró a Eretz Israel (Tierra de Israel) junto con su hijo y un numeroso grupo de seguidores, instalándose en Acre. Allí estableció la academia talmúdica Midrash haGadol d'Paris. Habría muerto allí entre 1265 y 1268, siendo enterrado cerca de Haifa, en el monte Carmelo.